# Úhošť
Úhošť (deutsch Burberg) ist ein 593,3 m n.m. hoher Berg im Duppauer Gebirge (Doupovské hory) in Tschechien. Wegen seiner Steppenvegetation und des besonderen geologischen Baues ist der Berg 1974 zum Nationalen Naturreservat (národní přírodní rezervace) erklärt worden.

## Lage und Umgebung
Der Úhošť erhebt sich an der nordöstlichen Flanke des Duppauer Gebirges am landschaftlichen Übergang zum Nordböhmischen Becken. Nördlich am Fuß des Berges am Fluss Ohře (Eger) liegt die alte Königsstadt Kadaň (Kaaden), westlich die Stadt Klášterec (Klösterle). Unmittelbar an den Flanken des Berges befinden sich die zur Stadt Kadaň gehörigen kleinen Orte Úhošťany (Atschau), Kadaňská Jeseň (Gösen), Zásada (Sosau), Pokutice (Pokatitz) und Brodce (Prödlas). Die ehemals auf dem Gipfelplateau gelegene Ansiedlung Úhošť (Burberg) ist erloschen.

## Naturschutz
Das Nationale Naturreservat Úhošť wurde am 4. Oktober 1974 auf einer Fläche von 114,5 Hektar ausgerufen. Geschützt sind die naturnahen Wälder der Bergflanken sowie die Waldsteppen und Trockenrasengesellschaften auf dem Bergplateau. Die Betreuung des Naturschutzgebietes obliegt der Verwaltung des CHKO Labské pískovce (Landschaftsschutzgebiet Elbsandsteine) mit Sitz in Děčín.

## Aussicht
Die Aussicht vom Gipfel des Úhošť ist sehr umfassend. Im Norden und Osten reicht die Überschau vom  Erzgebirge über das Nordböhmische Becken bis zum Böhmischen Mittelgebirge. Im Westen verhindern die Bergrücken des Duppauer Gebirges eine Fernsicht.

## Wege zum Gipfel
Günstigster Ausgangspunkt für einen Besuch des Berges ist die Stadt Kadaň. Von dort führt ein rot markierter Wanderweg zum Gipfel.